# Clermont-sur-Berwinne

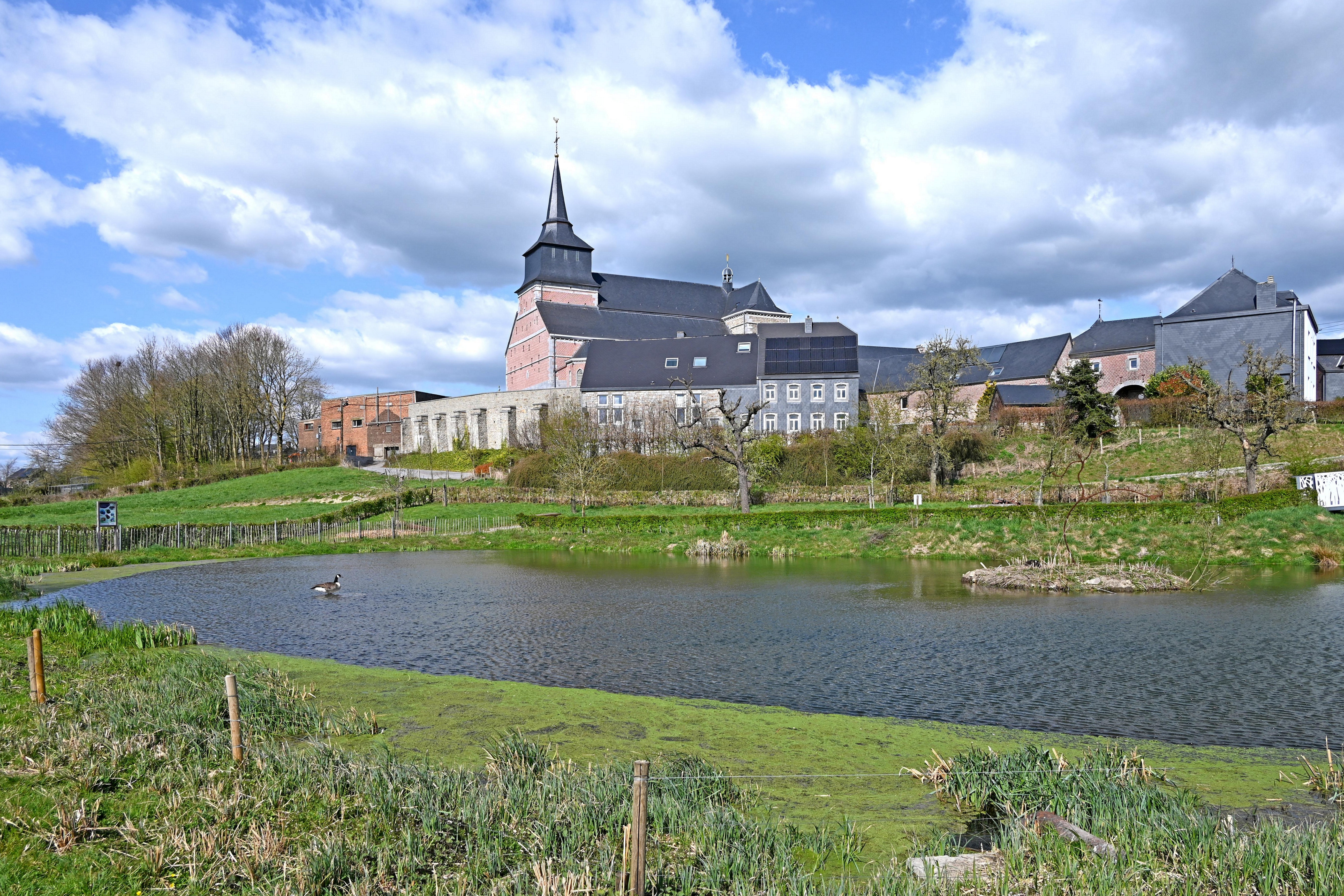
Teilansicht des Ortes mit Kirche

Clermont-sur-Berwinne (wallonisch: Clairmont-so-Berwinne, limburgisch: Klaerment op Berwien, wörtlich etwa: Clermont-an-der-Berwinne) ist seit der Gemeindefusion von 1977 ein Ortsteil der belgischen Gemeinde Thimister-Clermont in der wallonischen Provinz Lüttich. Das im Herver Land gelegene Dorf wurde in die Liste der schönsten Dörfer Walloniens (Les Plus Beaux Villages de Wallonie) aufgenommen. Clermont liegt an der Berwinne (ndl. Berwijn), einem kleinen Nebenfluss der Maas.

## Sehenswert
Sehenswert ist der gesamte Ortskern, besonders aber die dem Heiligen Jakobus dem Älteren geweihte Kirche von 1695, das die Straße überspannende ehemalige Rathaus von 1888, in dem heute gerne Standesamtliche Hochzeiten vorgenommen werden und die „Place des Halles“. Von dem ehemaligen Schloss der Herren von Clermont, ist lediglich eine Mauer mit Torbogen übriggeblieben. Einige Kilometer außerhalb der Ortschaft, befindet sich der Herrensitz „Château Crawhez“, der seit seiner Erbauung 1551, fast unverändert erhalten ist.

## Geschichte
Bis zur Auflösung des Herzogtums Limburg gehörte Clermont zur Hochbank Herve, einem von fünf limburgischen Verwaltungs- und Gerichtsbezirken. Ebenso wie der übrige Teil des Herzogtums wurde Clermont 1795 von Frankreich annektiert und in das seinerzeit gebildete Département Ourthe eingegliedert.

## Persönlichkeiten
- Roger Pirenne (1934–2023), Erzbischof von Bertoua 1999–2009

## Bilder

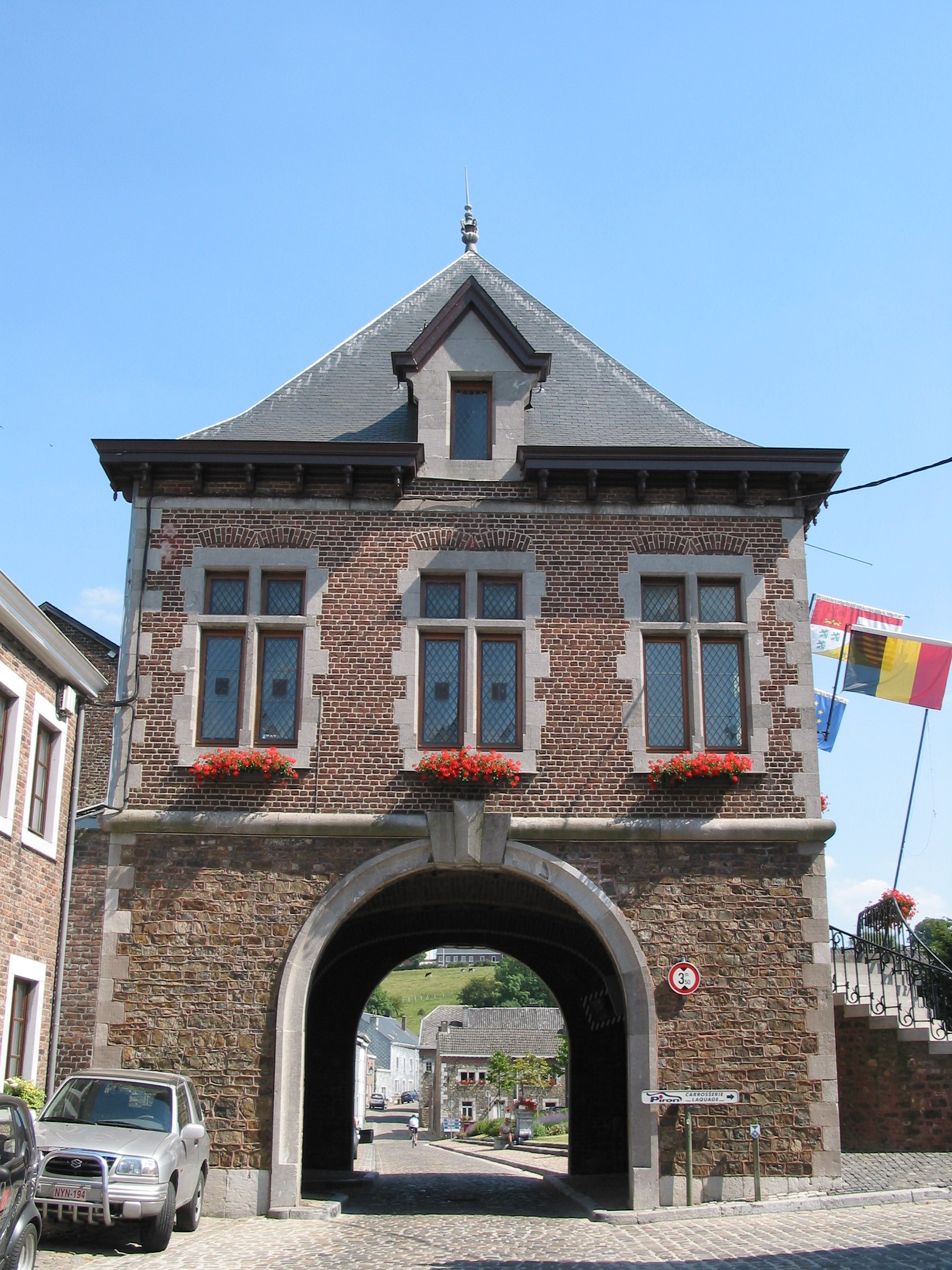
Früheres Rathaus mit straßenüberspannender Pforte von 1888
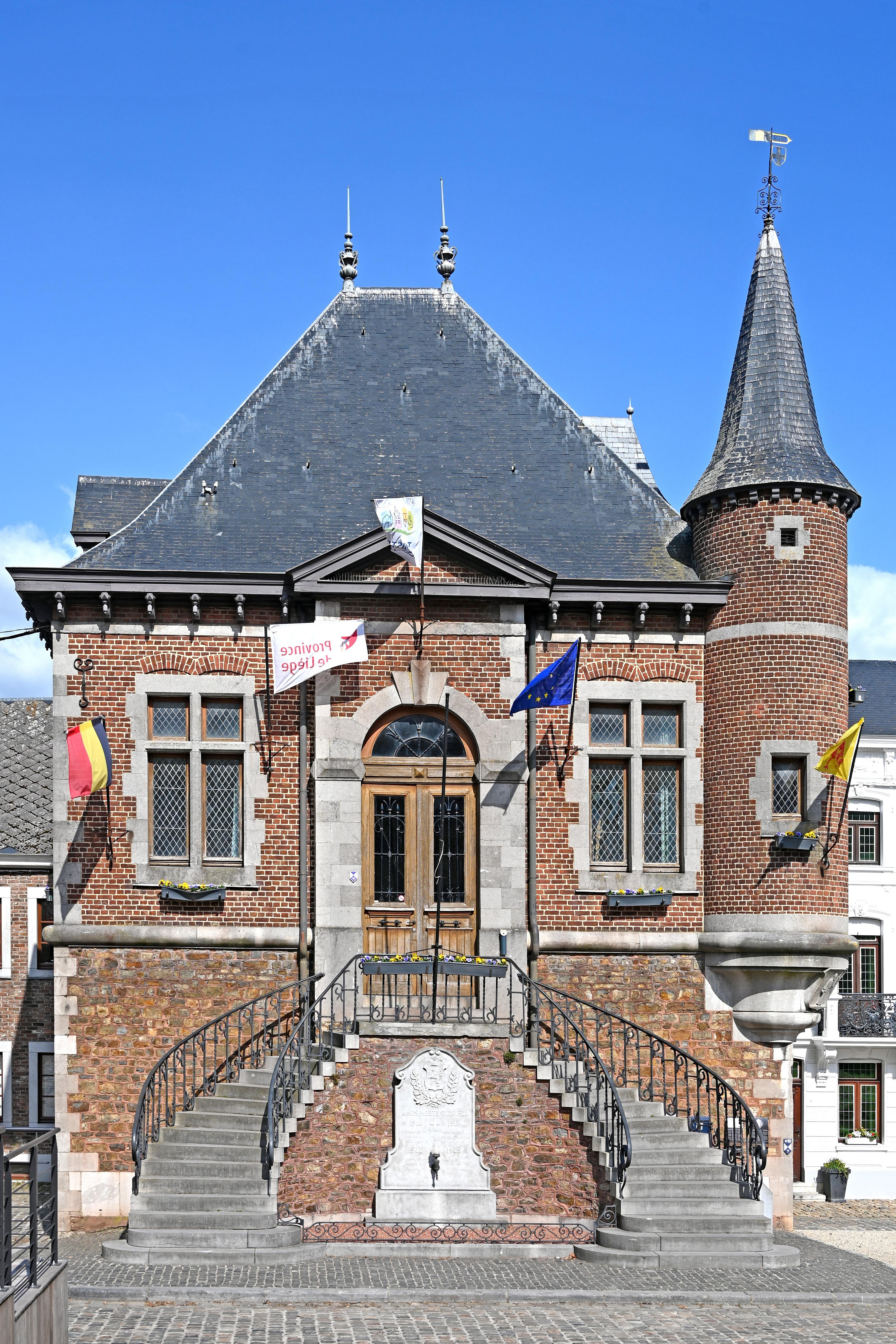
Eingangsbereich des früheren Rathauses
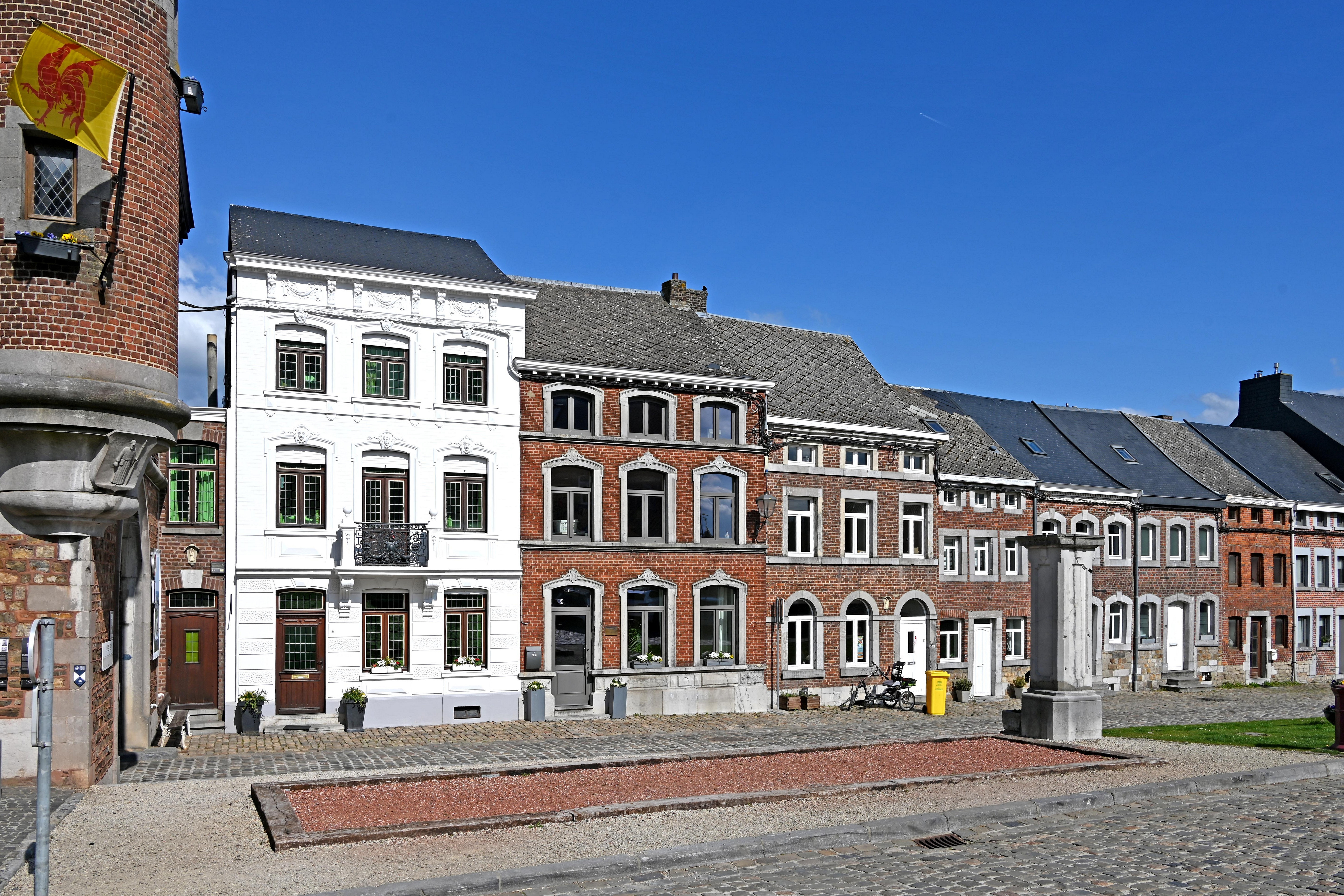
Typische Häuser am Place de la Halle
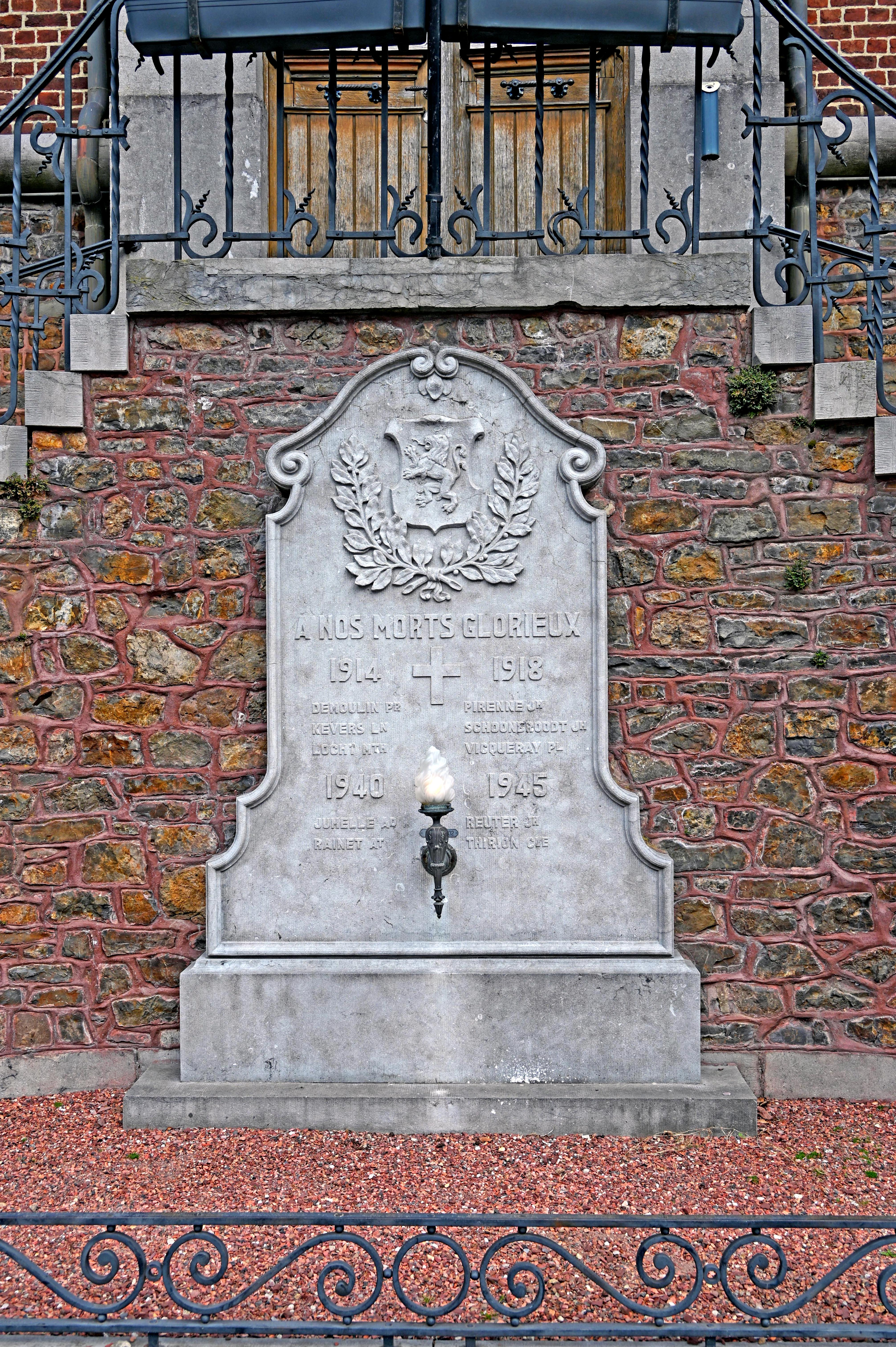
Gedenktafel für die Toten der Weltkriege
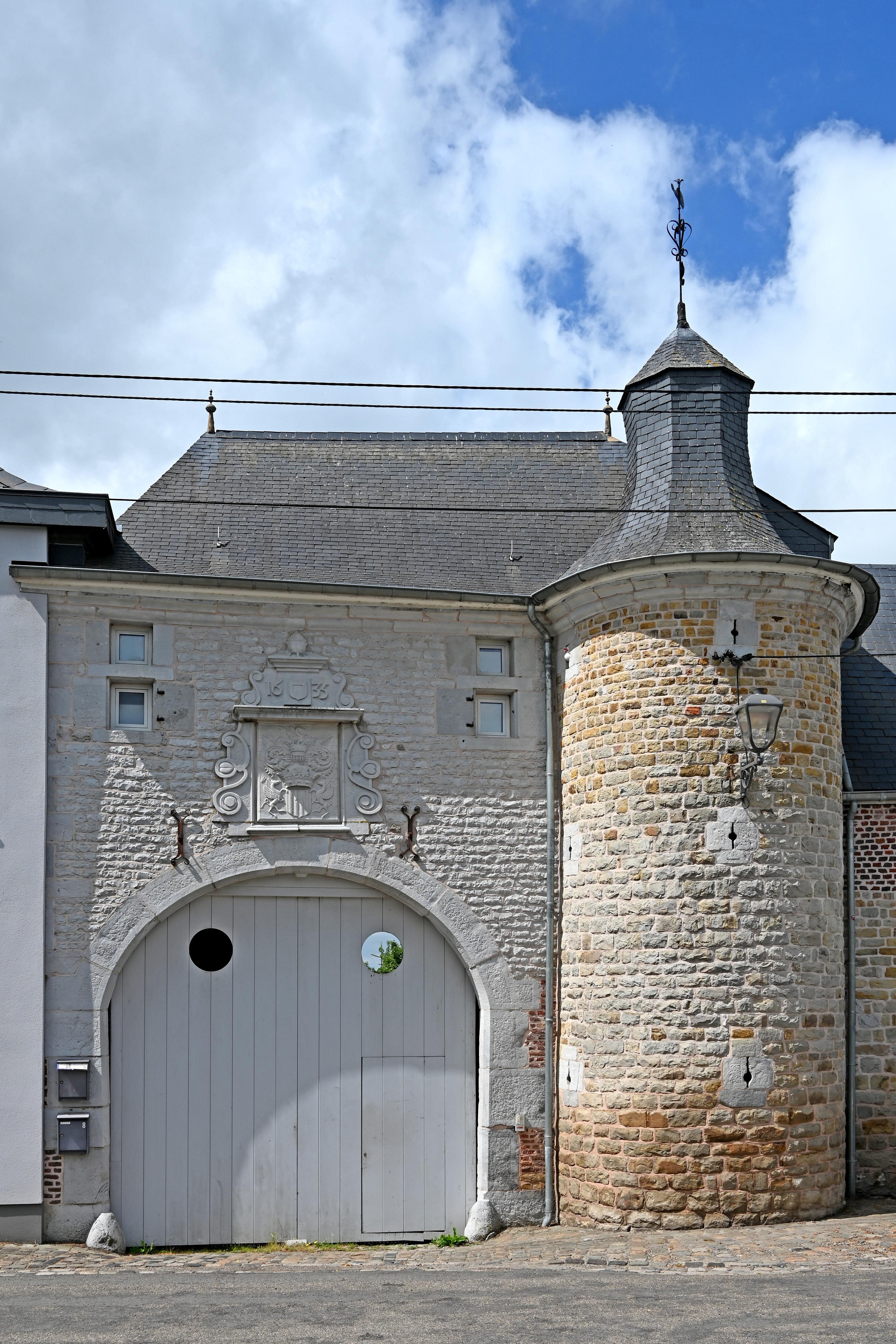
Château de Clermont, Reste des Burghofs (1635)
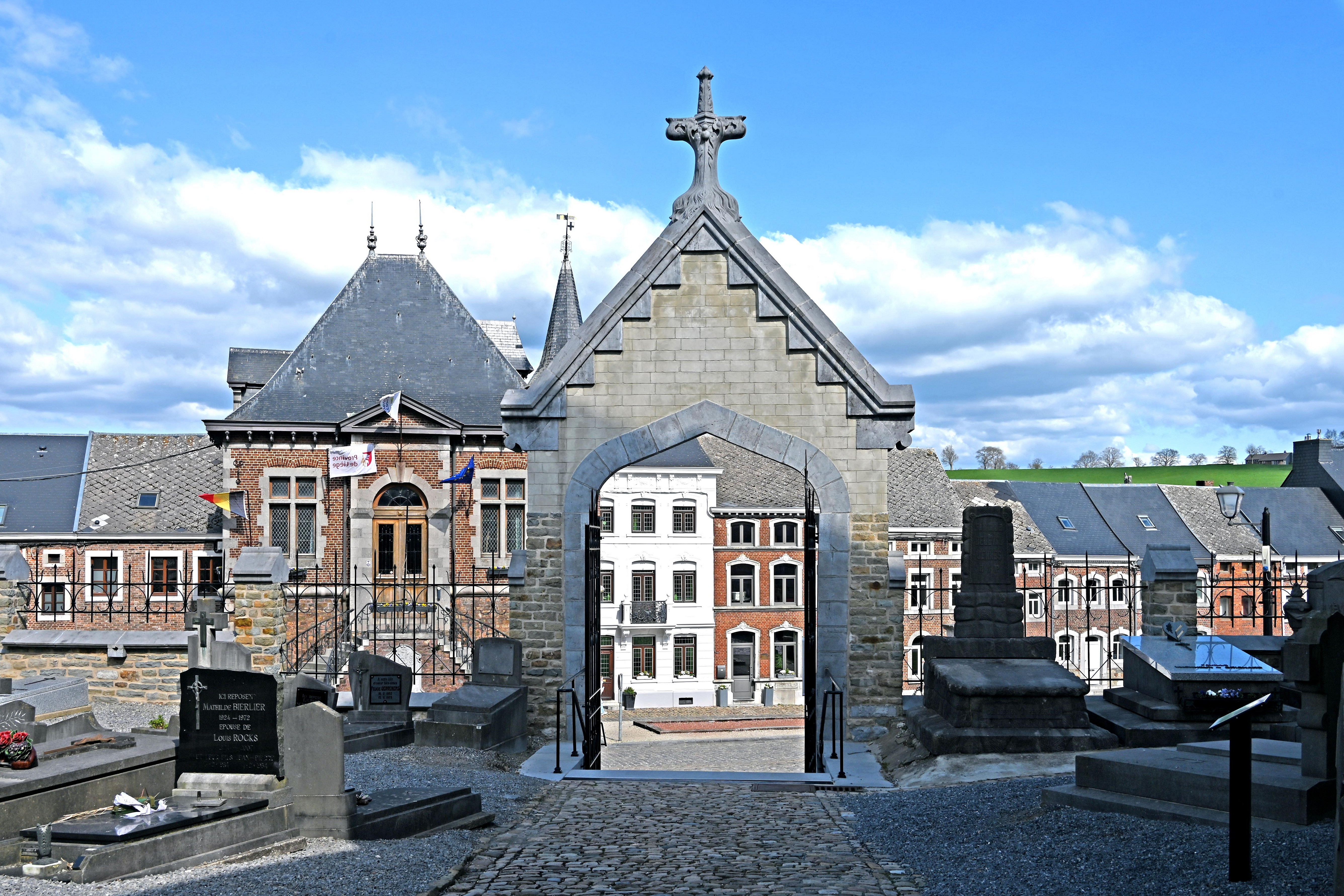
Friedhofstor mit Blick auf den Place de la Halle
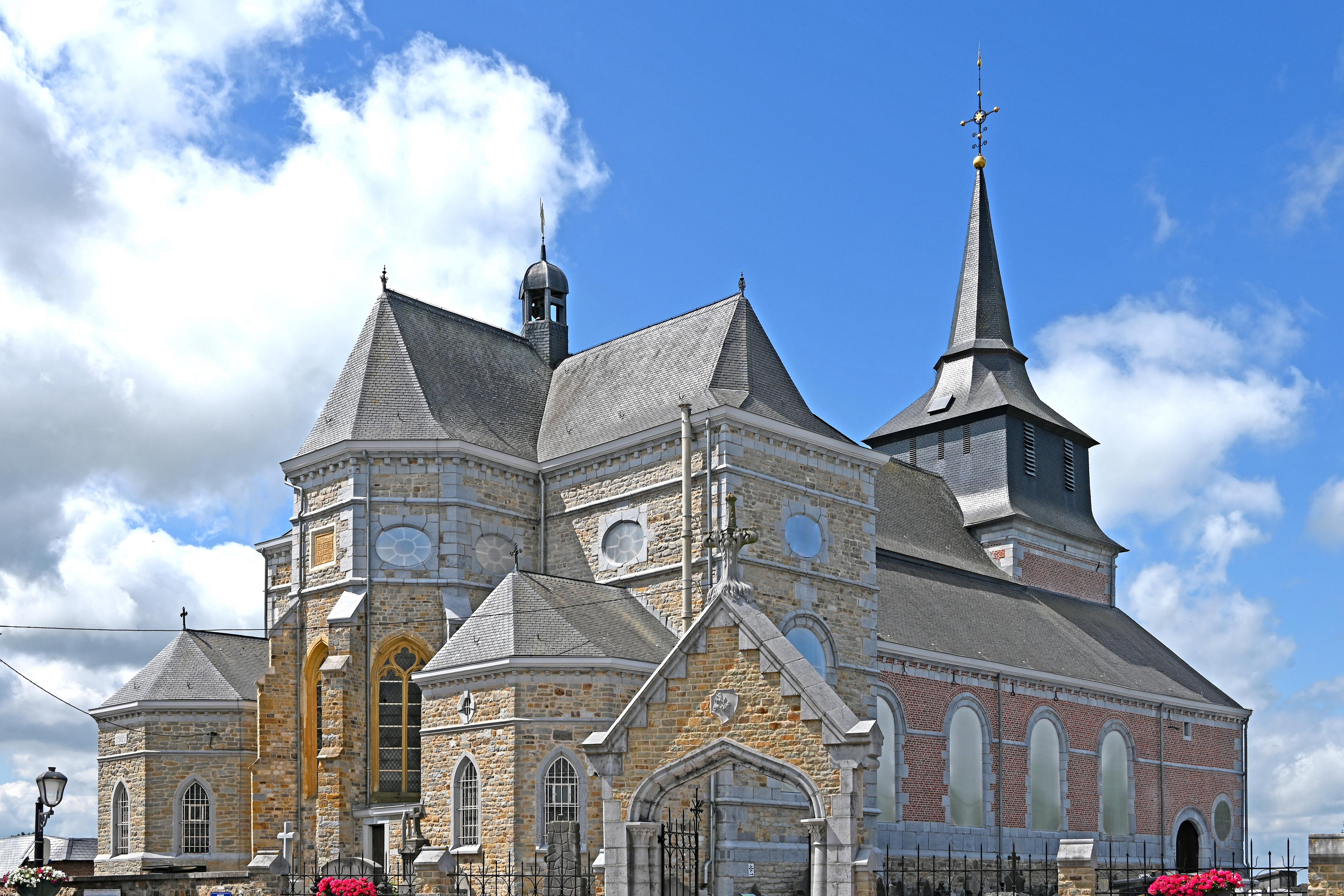
Kirche St. Jacques-le-Majeur (St. Jakob der Ältere)
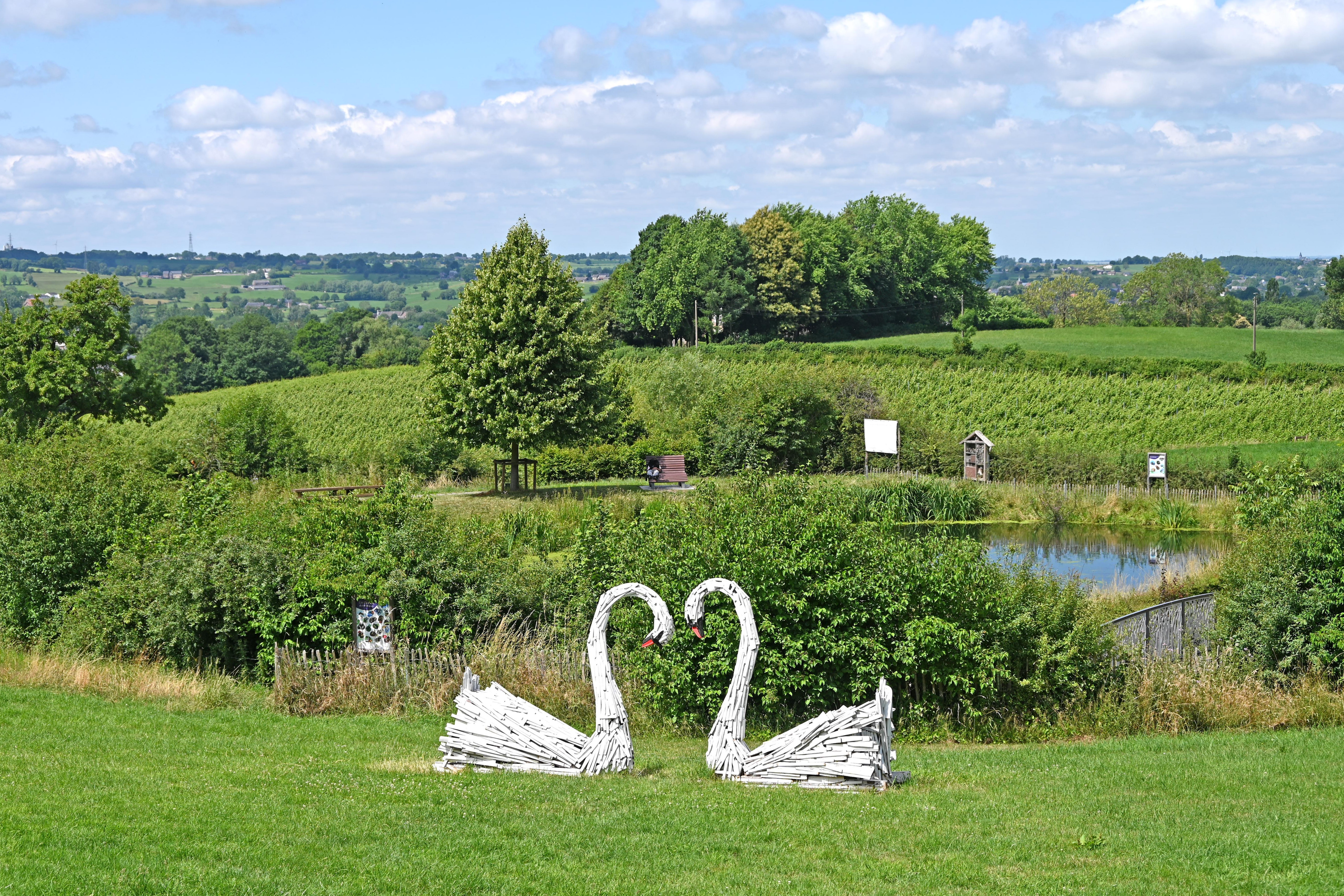
Pré Desonay, Park mit Teich, Picknick- und Spielplatz
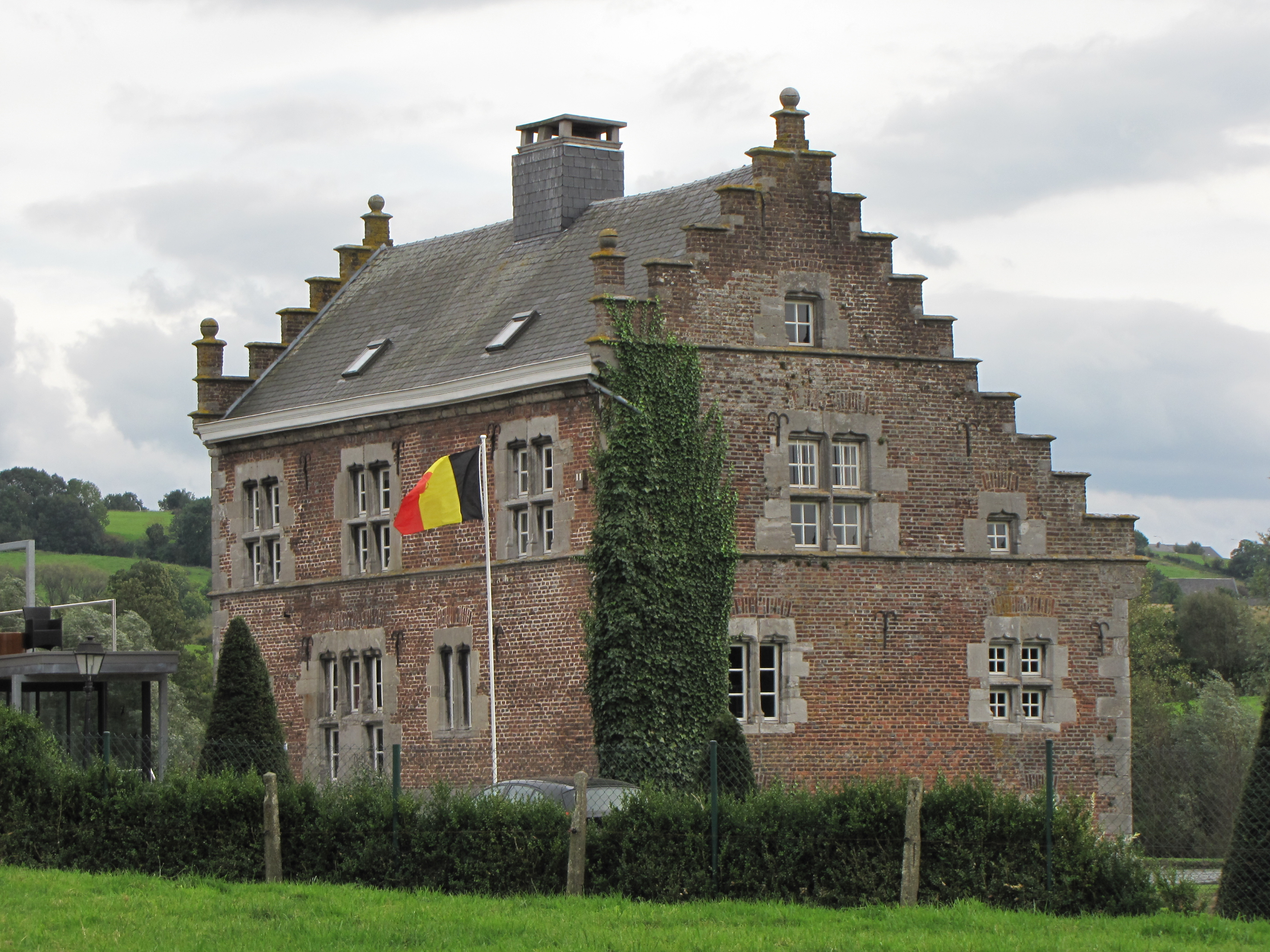
Schloss Crawhez
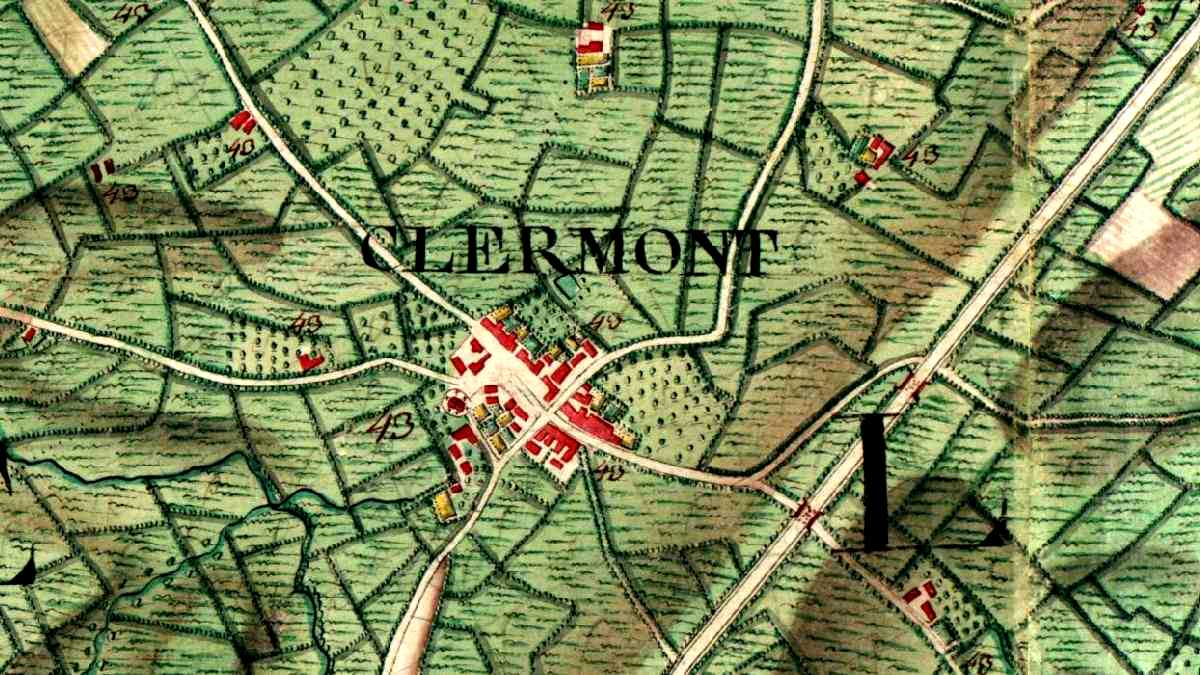
Alte österreichische Karte von Clermont (ca. 1777)